# Сикопетра
Сико̀петра (на гръцки: Συκόπετρα) е село в Кипър, окръг Лимасол. Според статистическата служба на Република Кипър през 2001 г. селото има 135 жители.
Намира се на 5 km северно от Аракапас.